# Karol Lutkowski
Karol Jan Lutkowski (ur. 1 października 1939 w Częstochowie) – polski ekonomista, minister finansów w rządzie Jana Olszewskiego. 

## Życiorys
Ukończył w 1963 studia ekonomiczne w Szkole Głównej Planowania i Statystyki. Obronił następnie doktorat i habilitację. W 1985 został profesorem nauk ekonomicznych.
Od 1981 pozostaje pracownikiem naukowym Szkoły Głównej Handlowej, objął kierownictwo Katedry Finansów Międzynarodowych. Opublikował liczne prace naukowe o tematyce finansowej i ekonomicznej. Specjalizuje się w zakresie finansów międzynarodowych, stosunków gospodarczych i zarządzaniu finansami. Został wykładowcą także w Wyższej Szkole Ekonomiczno-Informatycznej w Warszawie oraz Wyższej Szkole Handlu i Prawa w Warszawie.
Pracował także jako doradca, m.in. w radzie naukowej przy prezesie NBP, Radzie Makroekonomicznej przy ministrze finansów i Radzie Strategii Społeczno-Gospodarczej przy premierze. Był również doradcą wicepremierów ds. gospodarczych.
Od grudnia 1991 do lutego 1992 zajmował stanowisko ministra finansów w
rządzie Jana Olszewskiego. Pełnił też obowiązki dyrektora Biura NBP ds. Integracji ze Strefą Euro.

## Odznaczenia i wyróżnienia
W 2002 odznaczony Krzyżem Kawalerskim Orderu Odrodzenia Polski. W 2016 otrzymał Medal Mikołaja Kopernika Związku Banków Polskich.